# Fiul munților
Fiul munților este un film românesc din 1981, regizat de Gheorghe Naghi după un scenariu scris de Petre Luscalov și de Gheorghe Naghi. Rolurile principale sunt interpretate de Carmen Maria Strujac, Ștefan Mihăilescu-Brăila, Aurel Giurumia, Iulian Bălțătescu și Isabela Zaharia.

## Rezumat
Inginerul român Gelu Mureșan, specialist în hidro-magneto-dinamică, se află în străinătate pentru a participa la câteva conferințe; el este abordat acolo de o agenție de spionaj care încearcă să cumpere de la el secrete tehnice importante. Inginerul refuză, iar pentru a-l convinge să coopereze agenția de spionaj trimite în România doi agenți, Wolf și Rudi, pentru a-i răpi fiica și a-l șantaja să le divulge secretele dorite.
Aflate într-o excursie la munte, Maria Mureșan (Carmen Maria Strujac) și fiica sa, Alina (Isabela Zaharia), pornesc în drumeție de la Hotelul Durău către cabana Pâcla. Lor li se adaugă Wolf, care pretinde că este un turist englez specialist în limbi romanice pe nume John Erick (Aurel Giurumia). Pe drum, cei trei se rătăcesc din cauza faptului că cineva ascunsese marcajele către cabană și le înlocuise cu alte marcaje care duceau către o peșteră.
Vremea începe să se strice și izbucnește o furtună, dar cei trei sunt găsiți de un copil pe nume Matei (Iulian Bălțătescu) al cărui tată lucra la stația meteorologică din vârful muntelui, dar era momentan plecat la oraș. Băiatul îi confundă inițial cu niște vânători veniți să-l împuște pe ursul Mitică, dar când află că s-au rătăcit se oferă să-i adăpostească la cabana unde se afla stația meteo. Matei și Maria Mureșan pornesc înainte pentru a vedea dacă se poate traversa o prăpastie pe un pod suspendat, dat vremea face imposibilă traversarea acesteia. Când se întorc în locul unde rămăseseră domnul Erick și Alina, observă că cei doi dispăruseră.
Cu ajutorul ursului Mitică, Matei îi găsește pe Alina și pe domnul Erick în peșteră, unde ei erau ținuți prizonieri de către doi oameni înarmați: Vânătorul (Gheorghe Dănilă) și Ciclopul (Ștefan Mihăilescu-Brăila). Între timp, doamna Mureșan ajunsese deja la stația meteo. Cei patru se reunesc la cabana unde era stația meteo, dar, în timp ce mâncau, în cabană pătrunde un alt om înarmat pe nume Rudi (Cornel Nicoară). Acesta îi amenință cu arma spunând că-l va șantaja pe inginer să le ofere informațiile cerute în schimbul vieții fiicei lui. Prin câteva trucuri, Matei reușește să anunțe prin stație că doamna Mureșan este sechestrată și să transmită un mesaj scris cu ajutorul unui porumbel călător. El fuge apoi din cabană cu Alina și se adăpostesc în peștera ursului.
Tratativele cu inginerul Mureșan se întrerup ca urmare a intrării pe fir a unei bande conduse de unul Crook care pretinde că fata se află în mâinile lor. Șeful bandei lui Rudi și Wolf cere ca membrii bandei să facă rost de o scrisoare scrisă de mâna fetiței pentru a-l convinge astfel pe Mureșan că fata este sechestrată de ei și nu de oamenii lui Crook. Cei doi copii le întind o cursă bandiților și se întorc la cabană. Matei merge în recunoaștere, dar este prins de alți doi oameni înarmați, Red (Paul Chiribuță) și Vili (Eugen Cristian Motriuc), care ocupaseră cabana. După ce vânătorul și Erick sunt închiși într-o cameră, Red îi dezvăluie lui Matei că el este în realitate căpitanul de securitate Cernea. El supraveghease de la început operațiunea și jucase rolul unui bandit rival; pentru a-l convinge pe băiat că nu este un bandit el îi arată mesajul trimis prin porumbel.
Căpitanul Cernea și Matei se duc la locul unde se ascunsese Alina, dar nu o mai găsesc acolo. Matei bănuiește că ea a fost răpită de Rudi și de Ciclop și dusă la vechea mină. Matei se urcă în funicularul care traversa prăpastia spre vechea mină și reușește să o elibereze pe Alina și să fugă cu ea. În acest timp, căpitanul Cernea ajunge și el și cu ajutorul colegilor săi ascunși îi arestează pe bandiți. Ciclopul scăpase însă și-i urmărea pe cei doi copii, dar este atacat de Mitică și sfâșiat.
Filmul se încheie cu plecarea doamnei Mureșan și a Alinei cu elicopterul către București. Matei rămâne la stația meteo pentru a transmite datele meteorologice.

## Distribuție[1]
- Ștefan Mihăilescu-Brăila — Ciclopul, fost paznic de vânătoare, membru al bandei
- Aurel Giurumia — John Erick/Wolf, pretins turist englez
- Carmen Maria Strujac — Maria Mureșan, soția inginerului Mureșan
- Cornel Nicoară — Rudi, membru al bandei
- Gheorghe Dănilă — vânătorul
- Paul Chiribuță — Red/căpitanul de securitate Cernea
- Eugen Cristian Motriuc — „grăsunul” Vili/ofițer de securitate
- Ion Muscă — Mărgineanu
- Dan Borcia — fotograful
- Iulian Bălțătescu — Matei
- Isabela Zaharia — Alina, fiica inginerului Mureșan

## Producție
Filmul a fost realizat în studiourile Centrului de Producție Cinematografică București. Regizor secund a fost Rodica Nițescu.

## Recepție
Filmul Fiul munților a fost vizionat de 1.733.403 de spectatori la cinematografele din România, după cum atestă o situație a numărului de spectatori înregistrat de filmele românești de la data premierei și până la data de 31.12.2007 alcătuită de Centrul Național al Cinematografiei.
Recenziile critice ale acestui film au fost destul de modeste, specialiștii în cinematografie remarcând subiectul neverosimil și naiv. Spre exemplu, în Istoria filmului românesc (1897-2000) (Ed. Fundației Culturale Române, București, 2000), criticul Călin Căliman considera că filmul Fiul munților este „cam naiv”, dar copiii i se păreau simpatici.
Criticul Tudor Caranfil nu a dat filmului nicio stea și a făcut următorul comentariu: „Un băiețel dintr-o stațiune meteo îi vine de hac unui periculos agent străin. Combinare neinspirată a sloganelor vigilenței cu pedagogia filmului juvenil.”